# Galileum Solingen
Das Galileum Solingen ist ein am 5. Juli 2019 eröffnetes Planetarium mit Sternwarte im Solinger Stadtteil Ohligs. Es handelt sich um das erste und einzige Planetarium, das in einen stillgelegten Kugelgasbehälter eingebaut wurde. Das Projekt wurde von der Walter-Horn-Gesellschaft e. V., dem Trägerverein der Sternwarte Solingen, geplant und durchgeführt. Es ist ein Leuchtturmprojekt innerhalb des Integrierten Stadtteilentwicklungskonzepts Ohligs, das durch die Städtebauförderung des Landes Nordrhein-Westfalen unterstützt wurde. Es ist einer von drei regional bedeutsamen außerschulischen Lernorten innerhalb des Bergischen Städtedreiecks und soll zugleich ein Begegnungs- und Veranstaltungsort für die Stadtteilbewohner sein. Schirmherr des Galileums ist seit Juni 2014 der Wissenschaftskabarettist und Moderator Vince Ebert.

## Geschichte

### Die Anfänge des Vorhabens
Unter dem Namen Galileum Solingen plante die Sternwarte Solingen seit 2004 den Neubau eines modernen Planetariums in Solingen. Der Name Galileum bezieht sich auf den italienischen Universalgelehrten Galileo Galilei, der als erster mit einem Fernrohr den Himmel beobachtete. Zuerst sollte ohne öffentliche Förderung eine Planetariumskuppel (Durchmesser: 10 m) für 1,7 Millionen Euro neben der bisherigen Sternwarte an der Sternstraße in Solingen-Wald gebaut werden. Im November 2008 schlugen die Bergische Entwicklungsagentur und die Wirtschaftsförderung Solingen vor, im Südpark in Solingen-Mitte einen Neubau für Planetarium und Sternwarte zu errichten. Der Landschaftsverband Rheinland übernahm einen Teil der Planungskosten. Diese Alternative scheiterte aber an der mangelnden Aussicht auf Fördergelder, um die fast 2,5 Millionen Euro für einen Neubau im Südpark aufbringen zu können. Als Lichtblick erwies sich der Hinweis der Denkmalbehörde auf den zum Abriss im Herbst 2010 vorgesehenen Kugelgasbehälter der Stadtwerke Solingen an der Tunnelstraße in Solingen-Ohligs, wobei sich die erste Kostenschätzung für diesen Standort allerdings auf knapp fünf Millionen Euro belief. Am 9. Juli 2010 beschlossen die Gesellschafter der Bergischen Entwicklungsagentur, das Galileum Solingen als einen von drei regional bedeutsamen außerschulischen Lernorten neben der Junior-Uni Wuppertal und dem Deutschen Röntgen-Museum in Remscheid zu etablieren. Im Herbst 2010 sagten die Stadtwerke Solingen zu, auf den Abbruch des Kugelgasbehälters zugunsten des Galileums Solingen zu verzichten.

### Gaswerk und Kugelgasbehälter in Ohligs

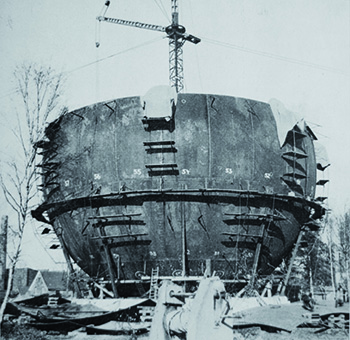
Der Kugelgasbehälter im Bau im Jahre 1957

Die damals selbständige Stadt Ohligs errichtete im Gebiet Suppenheide an der Tunnelstraße ab 1891 ein Gaswerk, das am 1. Juli 1892 in Betrieb ging. Ein von der Stadt Solingen zunächst mit RWE, dann mit der 1926 gegründeten Ruhrgas AG abgeschlossener Lieferungsvertrag sah vor, die vorhandenen städtischen Gaswerke stillzulegen. Durch die Städtevereinigung 1929 war auch Ohligs davon betroffen. Am 13. Juli 1930 wurde Solingen-Ohligs an das Netz der Ruhrgas AG angeschlossen und der Eigenbetrieb eingestellt.:10–11 Die Stadtwerke Solingen hatten sich verpflichtet, 60 Prozent des maximalen Tagesverbrauches zu speichern. Dazu gab es über das Stadtgebiet verteilte Gasometer. 1935 waren es neun mit insgesamt 54.000 m³ Fassungsvermögen, 1949 noch sieben mit insgesamt 49.000 m³.:18–20 Der Kugelgasbehälter an der Tunnelstraße mit 26 m Durchmesser und einem Fassungsvermögen von 64.000 m³ wurde 1956/1957 gebaut, um gemäß dem Vertrag mit der Ruhrgas AG angesichts des gestiegenen Verbrauches ausreichend Speicherraum zur Verfügung zu stellen.:22 2009 wurde der Gasbehälter stillgelegt, da die Gasbeschaffung nunmehr über den Großhandel erfolgte und eine Zwischenspeicherung nicht mehr erforderlich war. Seit Ende 2014 ist die Walter-Horn-Gesellschaft e. V. Eigentümerin des Geländes an der Tunnelstraße und des Gasbehälters. Auf einem kleinen Teil des Grundstücks befindet sich noch eine Gasübergabe- und Regler-Station der Stadtwerke.

### 2010 – Architektenwettbewerb
Am 16. November 2010 wurde der europaweite Architektenwettbewerb für das Planetarium mit angeschlossener Sternwarte gestartet. Mehr als 170 Architekturbüros aus ganz Europa bewarben sich, von denen 25 Büros für den Wettbewerb um insgesamt 21.000 Euro ausgewählt wurden. Am 11. Januar 2011 fand das Einführungskolloquium in der Festhalle Ohligs statt, an das sich eine Besichtigung des Kugelgasbehälters anschloss. 21 Büros reichten schließlich Entwürfe ein, aus denen das Preisgericht am 24. März 2011 vier Gewinner auswählte. Auf den ersten Platz kam einstimmig der Entwurf des Büros mvmarchitekt & starkearchitektur aus Köln. Dieser sah vor, Vereinsräume, Sternwarte und Ausstellungsräume in einem turmartigen Nebengebäude unterzubringen, das durch zwei gläserne Stege mit dem Planetarium im Kugelgasbehälter verbunden sein sollte. Es war der einzige Entwurf mit einer 360-Grad-Beobachtungsmöglichkeit für die Sternwarte.:26–31 Die Kosten des Wettbewerbs, 40.000 Euro, konnten aus bereits eingegangenen Sponsorengeldern in Höhe von 65.000 Euro gedeckt werden. Der Wettbewerb wurde in einer internationalen Architekturwettbewerbsstudie untersucht.
Zur Vorbereitung der Technikbeschaffung reisten Delegationen der Sternwarte zweimal nach Frankreich: am 2. und 3. April 2011 zum Planetarium in Saint-Étienne, dem ersten 3D-Planetarium in Frankreich, sowie am 5. Juni 2011 zum Planetarium in Cappelle-la-Grande im Arrondissement Dunkerque, wo bei einer Tagung der Vereinigung französischsprachiger Planetarien (APLF) das erste Hybrid-Planetarium in Frankreich vorgestellt wurde. Am 27. September 2011 wurde das Modell des Siegerentwurfs rund 60 Unternehmern, Interessierten und Medienvertretern präsentiert, ein erster Sponsorenkreis stellte sich vor und es wurde bekanntgegeben, dass das nordrhein-westfälische Wirtschaftsministerium bereits einen Qualifizierungsauftrag für die angestrebte Fördersumme von 3,5 Millionen Euro aus dem Städtebauförderungsprogramm erteilt hatte. Am 11. Januar 2012 wurde der Generalplanungsvertrag zwischen dem Büro mvmarchitekt & starkearchitektur und der Walter-Horn-Gesellschaft e. V. unterschrieben.

### 2012 – Impuls für die Entwicklung des Stadtteilzentrums Ohligs
Das Galileum wurde bereits im Frühjahr 2011 von der Stadtverwaltung Solingen als Leuchtturmprojekt in die Fortschreibung des Rahmenplans Ohligs Ost aus dem Jahr 1996 aufgenommen. Als Impulsgeber erfordere das Galileum mit seiner erwarteten überregionalen Ausstrahlung auch begleitende und unterstützende Maßnahmen im unmittelbaren Umfeld des Standorts. Für den Bau des Galileums wurde 2011 eine Förderung über das Landesprogramm Initiative ergreifen angestrebt, mit dem im Städtebau Projekte mit bürgerschaftlichem Engagement unterstützt wurden.:10–13  Die Rahmenplanung Ohligs Ost wurde von der Bezirksvertretung Ohligs/Aufderhöhe/Merscheid und den Ratsgremien bis in den Sommer 2011 beraten und mit Handlungsempfehlungen beschlossen. Angesichts der angespannten städtischen Finanzlage solle sich die Stadt Solingen zwar nicht finanziell an dem Projekt beteiligen, aber es durch begleitende Planungen, Kontakt mit den Zuschussgebern etc. umfassend unterstützen.
Im Vorfeld der NRW-Landtagswahl am 13. Mai 2012 besuchte der NRW-Finanzminister Norbert Walter-Borjans (SPD) am 10. April 2012 den ausgewählten Standort. Am 26. April 2012 informierte sich Bundesbildungsministerin Annette Schavan (CDU) vor Ort über den geplanten außerschulischen Lernort.

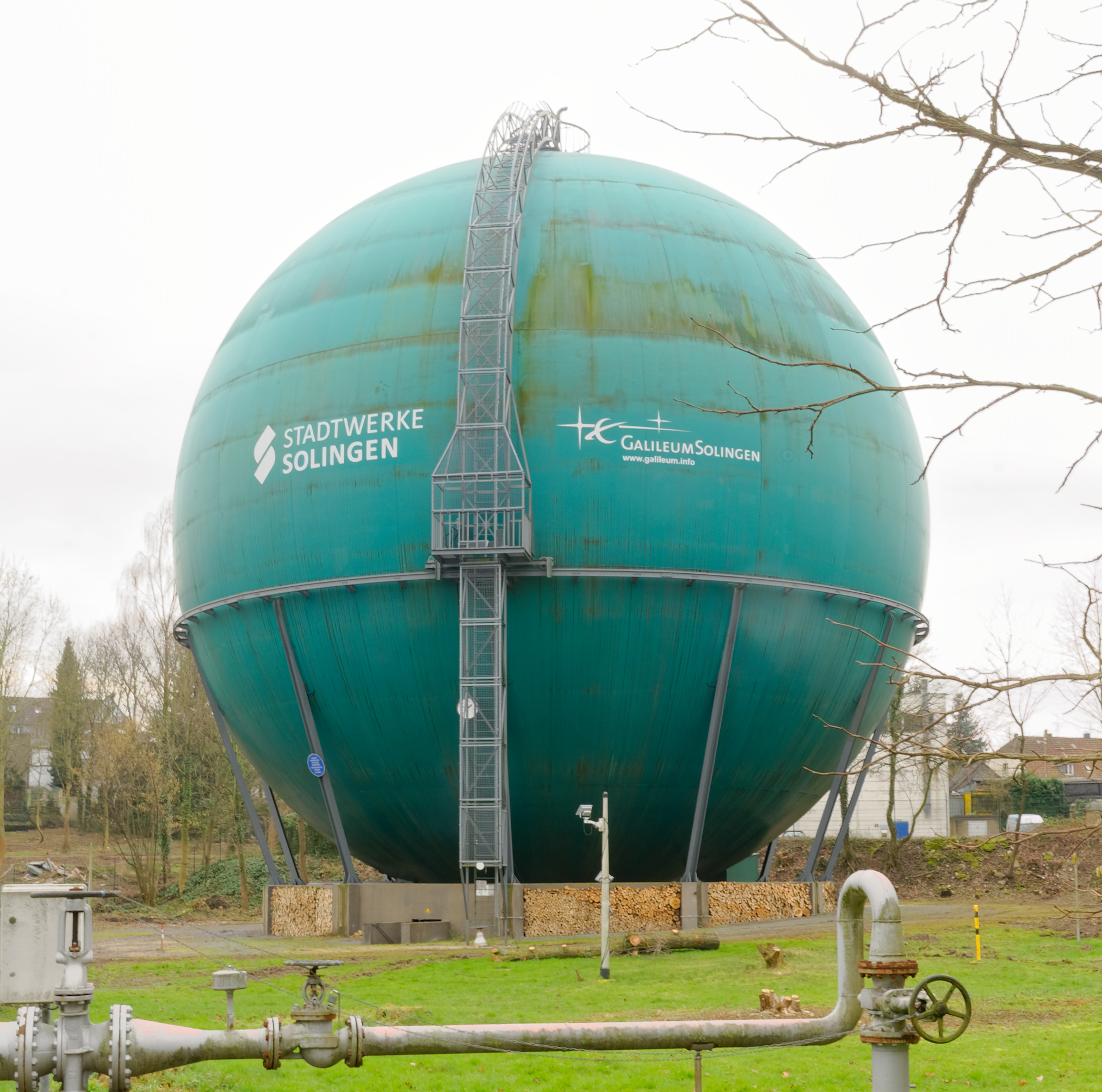
Kugelgasbehälter vor dem Umbau, 2016

Im Herbst 2012 legten die Stadtverwaltung und die Bergische Entwicklungsagentur ein Integriertes Stadtteilentwicklungskonzept Ohligs vor. Darin kommt dem Galileum als Leuchtturmprojekt eine besondere Bedeutung zu, um die historisch bedingte Trennung des Ohligser Stadtkerns in einen Ost- und Westteil zu überwinden,:4–6 die durch die 1867 eröffnete Bahnstrecke von Köln nach Wuppertal entstanden war. Das in Ansätzen vorhandene städtebaulich-funktionale „Knochenprinzip“ des zentralen Versorgungsbereichs von Ohligs sollte auf der Westseite des Bahnhofs durch weitere Angebotsanker gestärkt und auf der Ostseite durch eine „Entwicklungsachse“ mit den neuen Attraktoren Galileum und einem Hotelneubau fortgesetzt werden.:28 Das auf der Ostseite gelegene Galileum werde durch überregional anreisende Besucher auch auf das Gastronomie-, Einkaufs- und Kulturangebot auf der Westseite ausstrahlen.:42 Das Integrierte Stadtteilentwicklungskonzept Ohligs wurde von der Bezirksvertretung und den Ratsgremien beraten und vom Rat am 21. Februar 2013 beschlossen.
Am 13. Dezember 2012 unterzeichneten die im Osten von Ohligs gelegene Geschwister-Scholl-Gesamtschule und die Walter-Horn-Gesellschaft einen Kooperationsvertrag, mit dem die Schule zur „Ankerschule“ für das Galileum wurde. Am 19. März 2013 konstituierte sich ein pädagogischer Beirat aus Vertretern von Schulen,  Kindertagesstätten, des Vereins, der Stadt, der Bergischen Entwicklungsagentur, Vertretern anderer Planetarien sowie Fachwissenschaftler.:43.:73

### 2013 – Neue Option der öffentlichen Förderung
Ende April 2013 stand das Projekt durch die Absage der bisher angestrebten Förderung über das Programm „Initiative ergreifen“ fast vor dem finanziellen Aus. Im Juli 2013 ergab sich jedoch mit Unterstützung der Stadtverwaltung innerhalb der Städtebauförderung eine neue Option als Gemeinbedarfseinrichtung und Teil des integrierten Handlungskonzeptes der Städtebauförderung für Solingen-Ohligs. Darüber sollten bis zu 80 Prozent der Baukosten, vier Millionen Euro bei damals geschätzten Gesamtkosten von 6,3 Millionen Euro, vom Land NRW getragen werden. Die restlichen Baukosten und die Kosten für die Planetariumstechnik, zusammen 2,3 Millionen Euro, musste die Walter-Horn-Gesellschaft selber finanzieren. Bis zum Sommer 2014 war gegenüber dem Land nachzuweisen, dass der Eigenanteil an den Baukosten in Höhe von einer Million Euro aufgebracht werden könne.

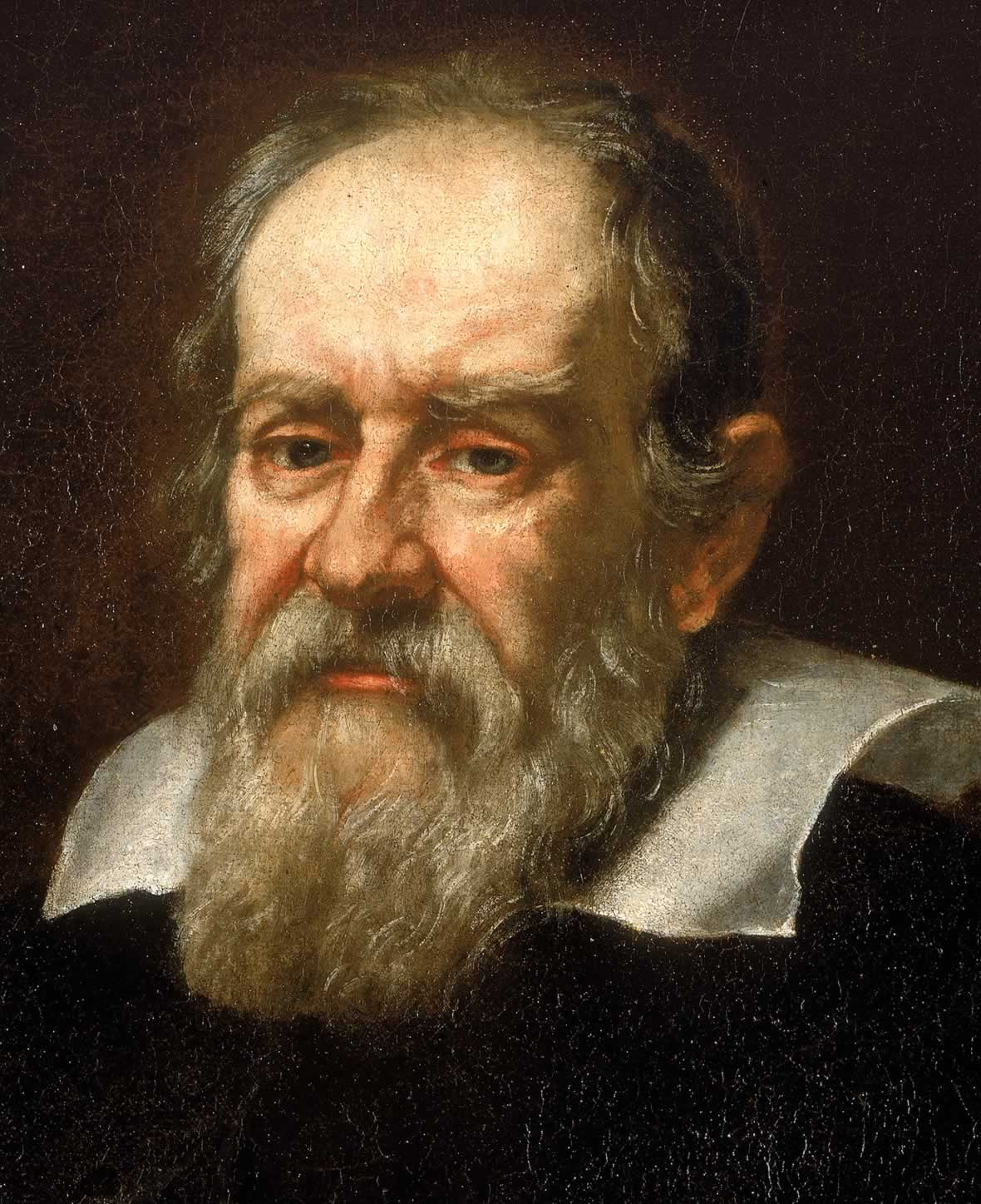
Galileo Galilei (1564–1642), Namensgeber des Galileums

Die Eröffnung war zu diesem Zeitpunkt für 2016 geplant. Unter dem Motto „Der Himmel ist eine Kugel“ startete die Walter-Horn-Gesellschaft daher Ende Oktober 2013 eine große Fundraising-Aktion für ihren Eigenanteil von 2,3 Millionen Euro. Zu der Aktion gehört insbesondere auch ein symbolischer Sternekauf. Den Auftakt der Spendenaktion nutzte eine Delegation des japanischen Herstellers des Projektors Chronos II Hybrid für eine Ortsbegehung in Ohligs und eine Präsentation im Nikko Hotel in Düsseldorf.

### 2014 – Crowdfunding ergänzt Spender- und Sponsorensuche
Ende März 2014 wurde die Spendenaktion um Crowdfunding ergänzt, um gezielt Internetnutzer anzusprechen. Auf der Plattform Sciencestarter der WiD gGmbH wurden in der Startphase mindestens 100 Fans gesucht. Ziel war es, 18.000 Euro für die Entwicklungskuppel für die Entwicklung der Planetariumsprogramme des Galileum Solingen zu sammeln. Nachdem sich über 120 Fans gefunden hatten, konnte Ende April 2014 die zweimonatige Fundingphase beginnen. Ende Juni 2014 hatten dann 74 Unterstützer 18.170 Euro gegeben. Da bei den Spenden 690.000 Euro erreicht wurden waren, hatte man die Hoffnung bis zum Spätsommer 800.000 Euro als erforderlichen Eigenanteil an den Baukosten zusammen zu haben. Das Werben um Spenden und Sponsoren wurde 2014 begleitet von positiven Signalen des Landes NRW zur möglichen Förderung. Im Januar 2014 erfolgten die definitiven Absprachen hinsichtlich der möglichen Förderung. Am 30. Mai 2014 beantragte die Stadt Solingen die Fördergelder auf Basis klarer Aussagen zur Finanzierung des Eigenanteils. Am 27. November 2014 schließlich gab es den Bewilligungsbescheid des Landes über 80 Prozent der Baukosten.

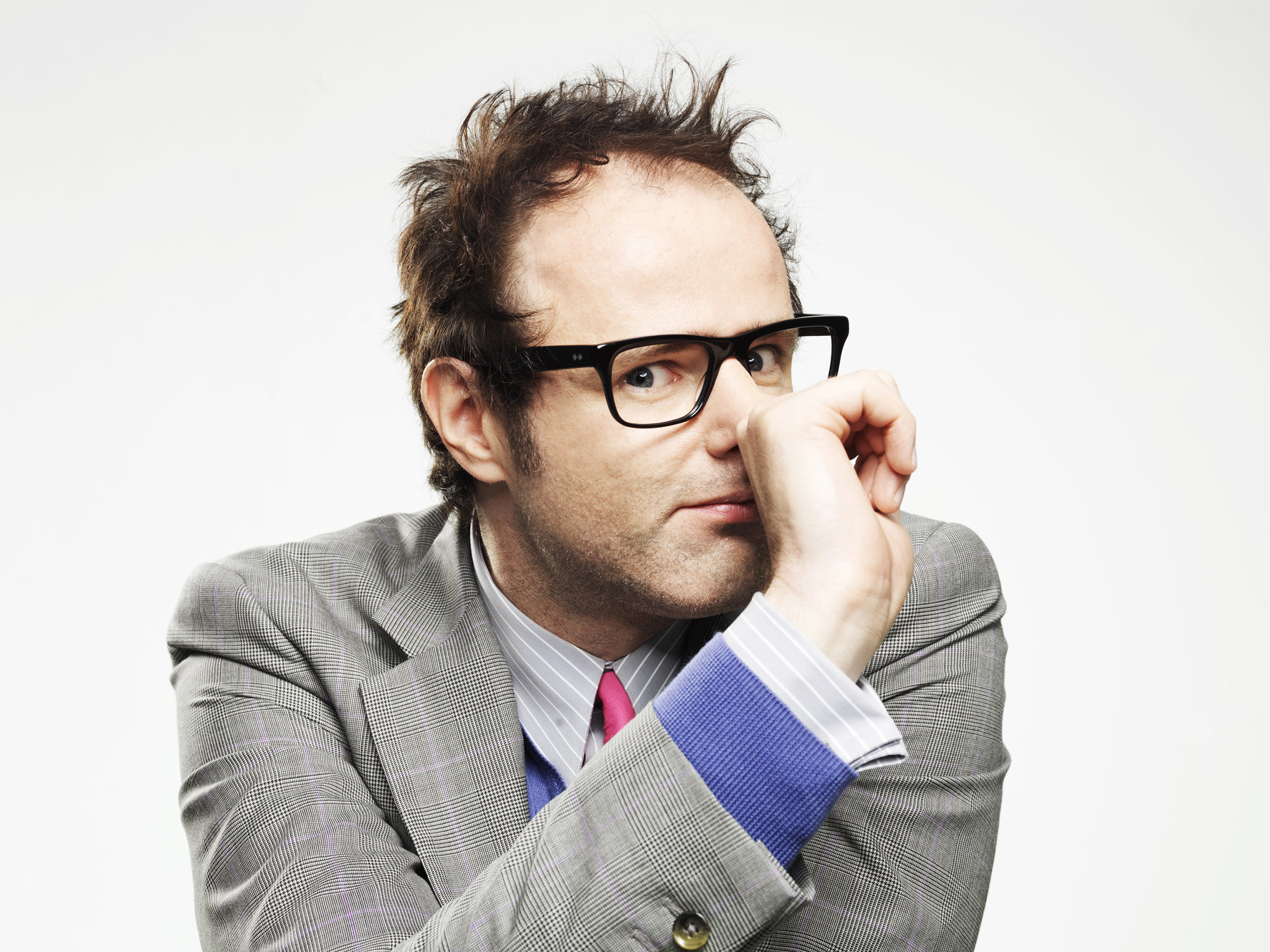
Vince Ebert – Schirmherr des Galileums Solingen seit Juni 2014

Anfang Juni 2014 wurde der Wissenschaftskabarettist Vince Ebert als Schirmherr des Galileums vorgestellt. Ebert hatte Astronomie als Nebenfach in seinem Physik-Studium gewählt. Er ist ebenfalls bekannt als Moderator der ARD-Sendung Wissen vor acht, die anfangs auch in der alten Dampfmaschinenhalle des Gründer- und Technologiezentrums Solingen aufgezeichnet wurde. Am 14. Oktober 2014 präsentierte der Schirmherr Vince Ebert ohne Gage im Forum der Geschwister-Scholl-Schule ein „Best of“ aus seinen Programmen. Am 5. November 2014 schließlich traten in der Geschwister-Scholl-Gesamtschule „Die Physikanten“ aus Witten mit ihrer Wissenschaftsshow auf, wobei ein Sponsor für die 1.300 Schüler drei Vorstellungen tagsüber ermöglicht hatte. Die Veranstaltung bildete den Auftakt für die Aktionswoche Stern-Taler vom 8. bis 16. November 2014. Zwar hatte das Land NRW Ende Oktober 2014 fünf Millionen Euro für die Entwicklung von Ohligs-Ost zugesagt, vier Millionen Euro für das Galileum und eine Million Euro für die Umgestaltung des Gebietes südlich der neuen „Einrichtung für den Gemeinbedarf“ im Sinne von § 5 Abs. 2 Nr. 2 BauGB. Für den Eigenanteil der Baukosten des Galileums fehlten aber noch rund 190.000 Euro an Spenden. Die Aktionswoche erbrachte 173.000 Euro. Dank einer Bürgschaft konnte der Eigenanteil für die Bewilligungsbehörde nachgewiesen werden. Hinsichtlich der Technik hatte im August 2014 eine Spende des IT-Unternehmens codecentric AG ermöglicht, in der Sternwarte das alte Kutter-Teleskop durch ein hochmodernes Schmidt-Cassegrain-Teleskop zu ersetzen. Die schon länger in Ohligs ansässige codecentric AG plante ihre neue Hauptverwaltung 2016 in der Nachbarschaft des Galileums zu eröffnen. Im Dezember 2014 erwarb die Walter-Horn-Gesellschaft von den Stadtwerken Solingen das Grundstück inklusive Kugelgasbehälter.
Anfang März 2015 stellte sich die Situation für das Galileum so dar, dass Ende 2014 rund 665.000 Euro an Spenden bzw. Spendenzusagen vorlagen. Zur Sicherung der Landesförderung hatte die Stadt-Sparkasse Solingen eine Bürgschaft über etwa 350.000 Euro übernommen. Diese musste allerdings vor Baubeginn erst abgelöst werden, so dass weiterhin Spenden und Sponsoren notwendig waren. Währenddessen konnten die Planungsschritte zur Baugenehmigung nur stufenweise angegangen werden.

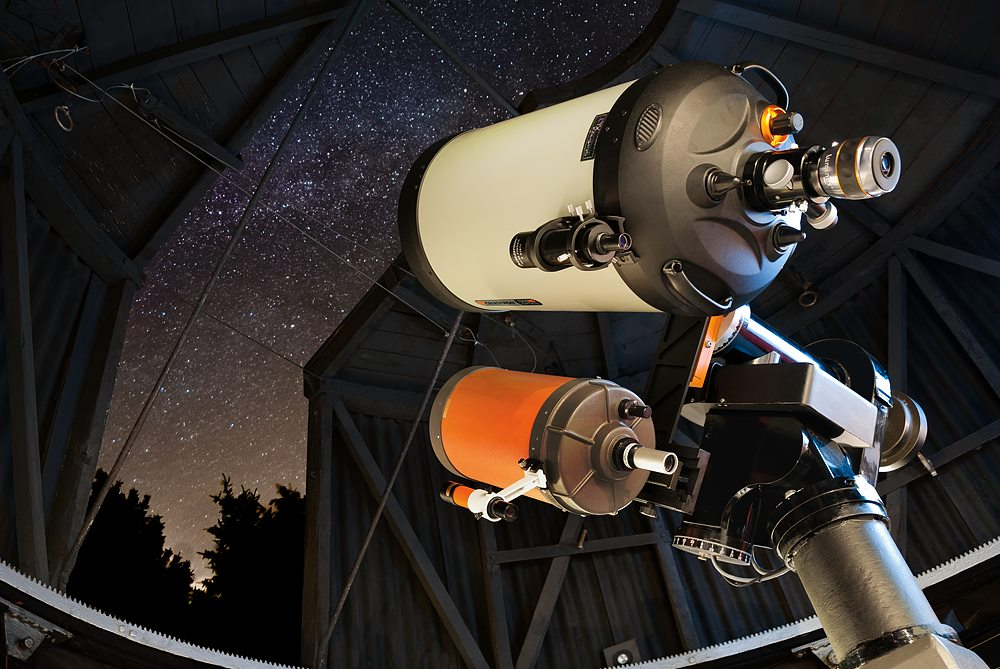
Schmidt-Cassegrain-Teleskop in der Sternwarte in Wald

Anfang April 2015 wurde die 2014 mittels Crowdfunding finanzierte Entwicklungskuppel bestellt. Die komplette Hardware wurde vom Team der Sternwarte selbst abgeholt, um Kosten zu sparen. Im August 2015 war die kleine Projektionskuppel von 1,50 m Durchmesser mit einem einfachen Videoprojektor sowie derselben Computerhard- und Software wie im zukünftigen Galileum in der bisherigen Sternwarte vorinstalliert. Die Produktion von Programmen konnte somit schon vor dem eigentlichen Baubeginn starten. Ende August 2015 startete dann eine zweite Crowdfunding-Aktion auf Startnext, um 15.990 Euro für eine neue Montierung für das 2014 installierte Teleskop Celestron C14 EHD einzusammeln, die Himmelsobjekte präziser ansteuern und verfolgen kann und Störungen durch Wind völlig selbstständig ausgleicht.
Nachdem es fast so aussah, als würde die Aktion scheitern, brachte ein öffentlicher Appell Mitte Oktober den Erfolg. 27 Unterstützer gaben 16.640 Euro.
Veranstaltungen in der Öffentlichkeitsarbeit im Jahr 2015 waren ein Mittsommerfrühstück am 21. Juni am Gasbehälter für Freunde und Förderer des Galileums, wobei die mehr als 150 Gäste den noch leeren Gasbehälter besichtigen und eine Projektion astronomischer Bilder darin erleben konnten. Schirmherr Vince Ebert hatte eine Videobotschaft geschickt. Aus Anlass der Mondfinsternis am 28. September 2015 gab es eine weitere Stern-Taler-Aktion unter dem Motto Mondwoche vom 26. September bis 4. Oktober 2015. Der Start am 26. September auf dem Wochenmarkt in Ohligs wurde von Schülern der Geschwister-Scholl-Schule unterstützt. Deren Schüler unterstützten an dem Tag auch das Kinderprogramm in der Sternwarte. Am 1. Oktober war man beim Wochenmarkt in Solingen-Mitte präsent. Am 2. Oktober präsentierte an der Geschwister-Scholl-Schule eine Projektgruppe ihr maßstabsgetreues Planetenmodell. Schließlich am 3. Oktober wurde im Rahmen der Maus-Aktion „Türen Auf!“ des WDR der Kugelgasbehälter geöffnet. Als letzte Veranstaltung des Jahres 2015 gab es in der Geschwister-Scholl-Schule am 15. Dezember einen Vortrag des Projektleiters der Landeeinheit Philae, die als erste Raumsonde auf einem Kometen, dem Churyumov-Gerasimenko, landete. Nachträgliche Anerkennung für seine Medienarbeit im Jahr 2014 bekam das Galileum-Team, als am 27. November 2015 die Landesanstalt für Medien Nordrhein-Westfalen die Spots, die im Rahmen der Aktion „Stern-Taler – Ein Euro für das Galileum Solingen“ im November 2014 eine Woche lang bei Radio RSG ausgestrahlt wurden, mit dem LfM-Hörfunkpreis 2015 in der Kategorie „Lokale Werbekampagne“ auszeichnete.
Die 2014 gegebene Bürgschaft der Stadt-Sparkasse Solingen konnte 2015 schrittweise abgelöst werden. Stand sie am 30. Juni 2015 noch bei rund 280.000 Euro, reduzierte eine Spende über 100.000 Euro eines anomyn bleibenden Solingers im Sommer 2015 die Bürgschaft signifikant. Auch konnte der Bauantrag eingereicht werden. Am 22. September 2015 wurden dafür in einer langen Sitzung mit vielen Beteiligten aus verschiedenen städtischen Dienststellen sämtliche wichtigen Aspekte durchgesprochen. Spekulationen über Altlasten im Boden rund um den Kugelgasbehälter wurden von der Bodenschutzbehörde nicht bestätigt. Der Boden war zweimal saniert worden. Es gab massive Probebohrungen und unabhängige Sachverständige verifizierten die Gutachten. Zu diesem Zeitpunkt wurde die Eröffnung des Galileums für den Sommer 2017 geplant. Innerhalb des Zeitplans wurde die Baugenehmigung dank der zügigen Bearbeitung des komplexen Vorgangs am 22. Dezember 2015 durch Stadtdirektor Hoferichter im Rathaus an die Vertreter der Walter-Horn-Gesellschaft überreicht.

### 2016 bis 2019 – Bau des Galileums und Eröffnung
Ende Februar 2016 konnte dank großzügiger Unterstützung durch die bergische Wirtschaft die Bürgschaft komplett abgelöst werden, so dass umgehend die Vorbereitungen für den Bau starten konnten. Bei einer geplanten Bauzeit von gut 14 Monaten wurde nun von einem Eröffnungstermin zum Jahresende 2017 ausgegangen. Dabei galt es allerdings einen signifikanten Teil der noch fehlenden etwa 1,3 Millionen Euro für die Planetariumstechnik durch Spenden und Sponsoren bis Ende 2016 einzusammeln. Anfang Mai 2016 gab der Unternehmer und damalige Präsident der IHK Wuppertal-Solingen-Remscheid, Thomas Meyer, bekannt, dass er mit seiner privaten Thomas-Meyer-Stiftung das Galileum unterstützen werde.

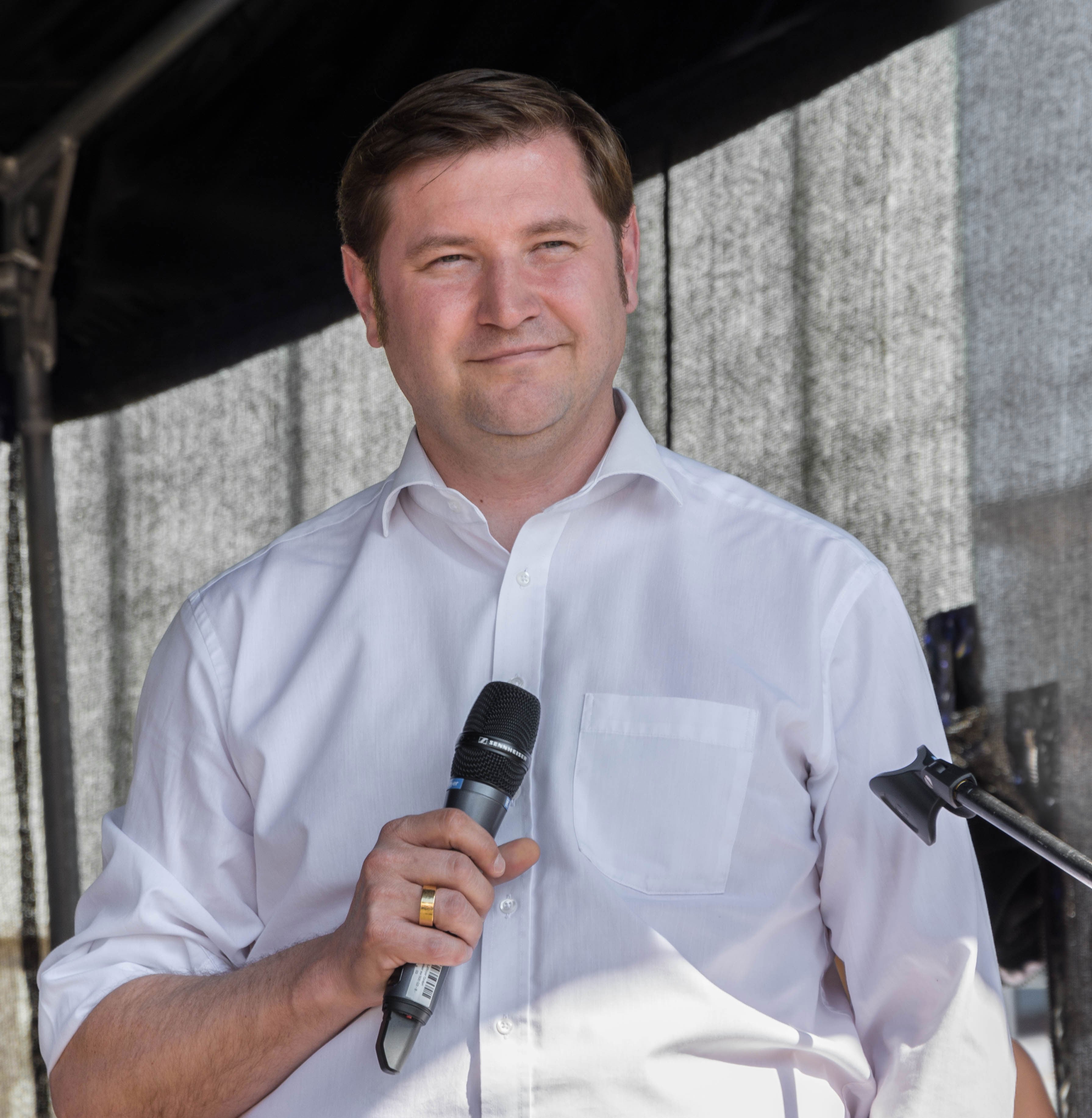
Oberbürgermeister Kurzbach (* 1978 in Ohligs)

Anfang August 2016 war begann der Bau mit der Einrichtung der Baustelle. Die symbolische Grundsteinlegung erfolgte am 27. September 2016 durch Oberbürgermeister Tim Kurzbach, Schirmherr Vince Ebert und den Vorstand der Walter-Horn-Gesellschaft. Der Vorsitzende der Gesellschaft deutschsprachiger Planetarien und Leiter des Planetariums Münster berichtete in seiner Ansprache vom weltweiten Interesse der Fachleute am Galileum, das dadurch deutlich werde, dass das Galileum auf dem aktuellen Titelblatt der Mitgliederzeitschrift Planetarian:Titel des Weltverbandes der Planetarien (International Planetarium Society) abgebildet sei. Als Geschenk hatte der Leiter des Mediendoms der Fachhochschule Kiel eine dreijährige Lizenz für eine preisgekrönte Charles-Darwin-Show mitgebracht. Damit die notwendige Anzahlung in Höhe von rund 350.000 Euro bei der Bestellung der Planetariumstechnik noch im Jahr 2016 zustande käme, unterstützte Vince Ebert das Galileum bei der abendlichen Festveranstaltung in der Geschwister-Scholl-Schule mit einem „Best of“ seines aktuellen Programms „Zukunft is the future“. Als Vince Ebert rund acht Wochen später einen Auftritt in der Klosterkirche Remscheid-Lennep hatte, informierte er sich noch einmal ausführlich beim Vorstand über den Stand des Projektes.
Anfang November 2016 startete eine dritte Crowdfunding-Aktion. Über die Plattform Viele schaffen mehr der Volksbank im Bergischen Land wurden 2.950 Euro für ein Sonnenteleskop gesucht. Am Ende kamen 3.888 Euro zusammen, davon 215 Euro von der Volksbank im Bergischen Land. Schon im Februar hatte die Sternwarte mit ihrem Bildungsprojekt Download Image from Sky die Finalrunde der bundesweiten Google Impact Challenge erreicht und schließlich 10.000 Euro dafür bekommen, einen Fernzugriff auf das Hauptteleskop zu ermöglichen. Vereinsmitglieder der Walter-Horn-Gesellschaft sowie Schüler und Lehrer der Partnerschulen bekommen dadurch die Möglichkeit, das Teleskop vom eigenen PC aus zu steuern. Geplant wurde, dass die neue Sternwarte auf dem Dach des Galileum Solingen eine Kuppel hat, die auch im Fernzugriff geöffnet und geschlossen werden kann. Ein wichtiger Meilenstein wurde kurz vor Weihnachten 2016 erreicht, als die Full-Dome-Technologie für das Planetarium bestellt werden konnte.
Am 9. Februar 2017 wurde die Bodenplatte des siebenstöckigen Verwaltungs- und Veranstaltungsgebäude gegossen, über das im dritten Obergeschoss der Zugang zum Planetarium im stillgelegten Kugelgasbehälter erfolgt. Vorher wurden gut 1.800 Tonnen Erdaushub abgefahren und untersucht, wobei mehr als die Hälfte davon als mehr oder weniger belasteter Sonderabfall entsorgt werden musste. Bereits Ende Januar musste durch den Umfang dieser Arbeiten der geplante Eröffnungstermin von Ende 2017 auf Sommer 2018 verschoben werden. Ab Anfang April 2017 berichtete das Galileum-Team wöchentlich in einem Online-Bautagebuch über den Baufortschritt. Am 7. August 2017 erhielt der Kugelgasbehälter vorübergehend einen zwei Meter breiten und vier Meter hohen Zugang, durch den 35 Tonnen Stahl für den Aufbau des Planetariums in das Innere der Kugel transportiert werden sollten. Am 27. September 2017 wurde das Richtfest gefeiert. Zum Zeitpunkt des Richtfestes betrug der geplante Investitionsbetrag 7,2 Millionen Euro, von dem 4,7 Millionen Euro das Land NRW förderte. 1,3 Millionen Euro als Eigenanteil wurden gespendet. Die größte Einzelspende belief sich auf 400.000 Euro.

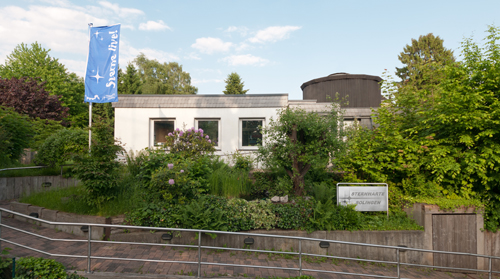
Alte Sternwarte Solingen in Wald

Ende April 2018 schloss die alte Sternwarte, um die dortige Technik rechtzeitig an den neuen Standort bringen zu können. Das Grundstück der alten Sternwarte wurde Ende April 2018 verkauft, der Erlös wurde für die Finanzierung des Galileums eingesetzt. Das Galileum wurde schließlich am 5. Juli 2019 feierlich eröffnet.

## Das Galileum Solingen
Im Kugelgasbehälter und einem achtgeschossigen Neubau unmittelbar daneben entstand eine multimediale Erlebniswelt mit Planetarium und Sternwarte.

### Angebotsspektrum

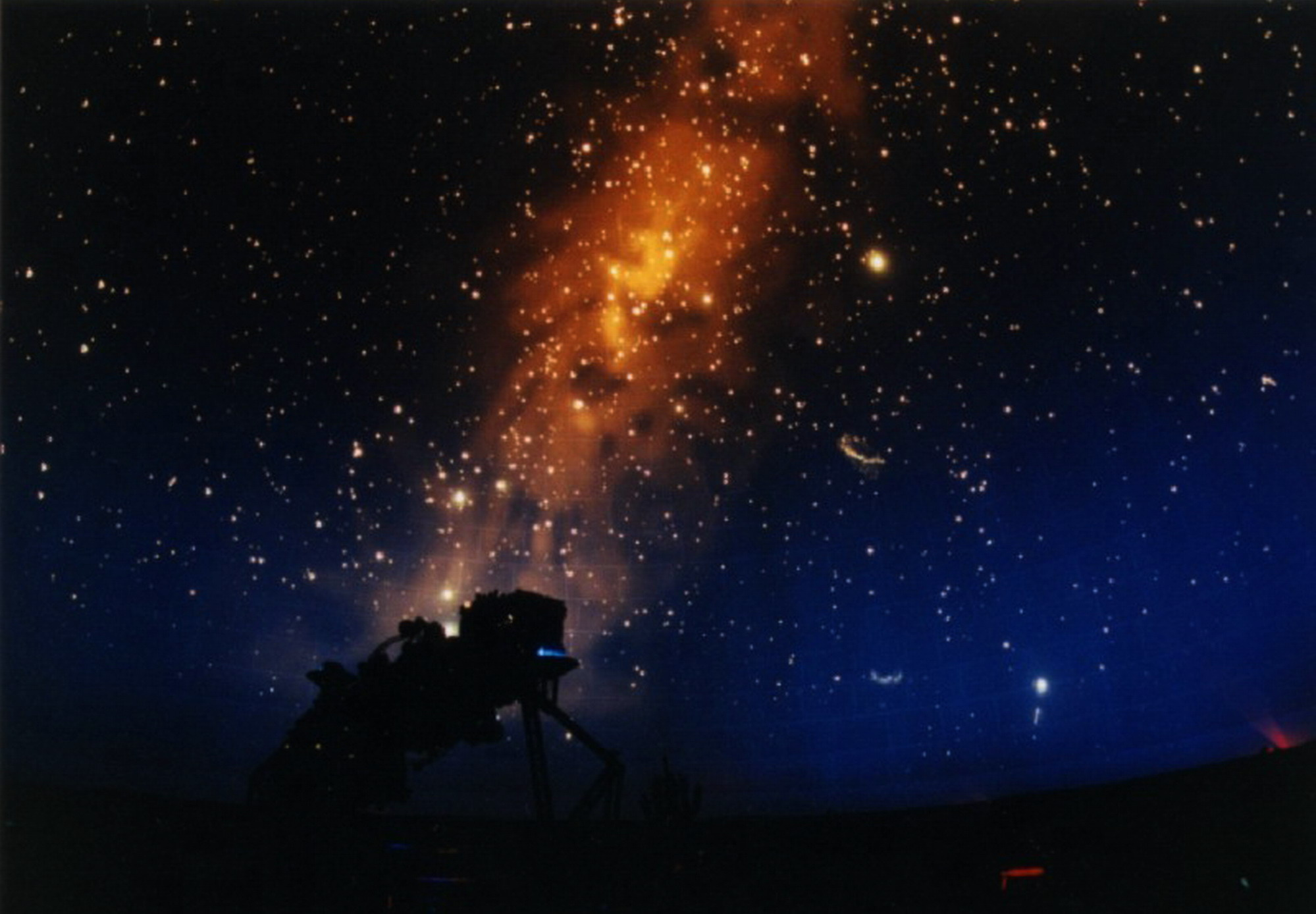
Sternenhimmel-Projektion

Im Planetarium wird der Sternenhimmel unabhängig von Tageszeit, Wetter und allen Umweltbedingungen in die 12 m-Kuppel projiziert. Mittels modernster Technik werden an dem außerschulischen Lernort komplexe wissenschaftliche Zusammenhänge verständlich und den Zielgruppen angepasst vermittelt. Über die Naturwissenschaften hinaus haben auch Kunst, Kultur und Philosophie ihren festen Platz im Programm. Die Fulldome-Technologie ermöglicht Besuchern ebenfalls etwa Reisen durch die Milchstraße, Musikprogramme und Hörspiele mit Kultcharakter bis hin zu Konzerten unter dem Sternenhimmel.
In der Sternwarte können Besucher in klaren Nächten den „echten“ Sternenhimmel erkunden, aber auch tagsüber die Sonne ohne Gefahr für die Augen beobachten, Strahlungsausbrüche, Flecken und Fackeln auf der Sonne erkennen und hoch aufgelöst fotografieren. Vereinsmitglieder sowie Lehrer und Schüler von Partnerschulen werden das Hauptteleskop im Fernzugriff vom eigenen PC nutzen können.

### Begegnungs- und Veranstaltungsort
Das Galileum als Gemeinbedarfseinrichtung gehört zur sozialen Infrastruktur des Stadtteils. Neben der Funktion als regionaler außerschulischer Lernort  wird das Galileum auch wie folgt genutzt:
- Ausstellungen, z. B. von Kunst- und Forschertagsprojekten
- Aufführungen von Literatur- und Schauspiel-Arbeitsgruppen
- Nutzung der Medientechnik des Planetariums durch Arbeitsgruppen
- Nutzung der Sternwarte für Astronomie-Arbeitsgruppen

Ferner können Vereine und Bürgerinitiativen des Stadtteils Kooperationspartner des Galileums werden, um Räumlichkeiten des Galileums für Vereinstreffen oder Stammtische zu nutzen. Angebote des Kulturbüros Solingen wie Lesungen, Musik und Kleinkunst im Planetarium ergänzen das Programm. Für besondere Anlässe kann auch auf das Außengelände des Galileums genutzt werden. Die Bibliothek umfasst neben der umfangreichen Bibliothek der Sternwarte Solingen auch den bisherigen astronomischen Sammelbestand der Stadtbibliothek Solingen.

### Gebäudearchitektur
Ein verglaster Panoramagang um das eigentliche Planetarium bietet den unmittelbaren Einblick in den Kugelraum des ehemaligen Gasbehälters, so dass dieser unbeleuchtet wie ein sehr schwarzes Loch erscheint.:83 Der Kugelgasbehälter hat einen Durchmesser von 26 Metern. Untergebracht darin ist das Planetarium mit der Kuppel mit 12 Metern Durchmesser sowie 85 Sitzplätzen für die Besucher. Für den Zu- bzw. Ausgang des Planetariums im Kugelgasbehälter wurden zwei gläserne Stege auf Äquatorhöhe zum eckigen turmartigen Neubau geplant. Dieser Erschließungsbaukörper mit Treppen und Lastenaufzug wird dazu genutzt, die ergänzenden Nutzungen eines außerschulischen Lernortes und Veranstaltungszentrums zu beherbergen. Außerdem ist die Höhe des Neubaus so gewählt, dass der Sternwartenhorizont über dem Scheitel des Kugelgasbehälters liegt und somit eine Sicht in alle Himmelsrichtungen freigegeben wird.
Das Kellergeschoss beinhaltet den Technikraum und das Lager. Im Erdgeschoss bis zum dritten Obergeschoss (Zugang Planetarium) befinden sich die öffentlich zugänglichen Bereiche. Im Erdgeschoss befindet sich das Foyer mit Cafeteria, im 1. Obergeschoss (OG) ein Multifunktionsraum für u. a. Seminare, Vorträge etc., im 2. OG ein Ausstellungsbereich und im 3. OG der Wartebereich zum Planetarium und eine Ausstellungsgalerie. Auf den ersten vier Etagen kommen gläserne Fassaden für den Blick auf Kugel und Umgebung zum Einsatz. Vom 4. zum 6. OG sind die intern genutzten Bereiche wie Bibliothek, Büros und Werkstatt untergebracht. Auf dem Dach befindet sich schließlich die Sternwarte mit einer 4,5 Meter großen Kuppel.:26–28

### Technik – Planetarium und Sternwarte

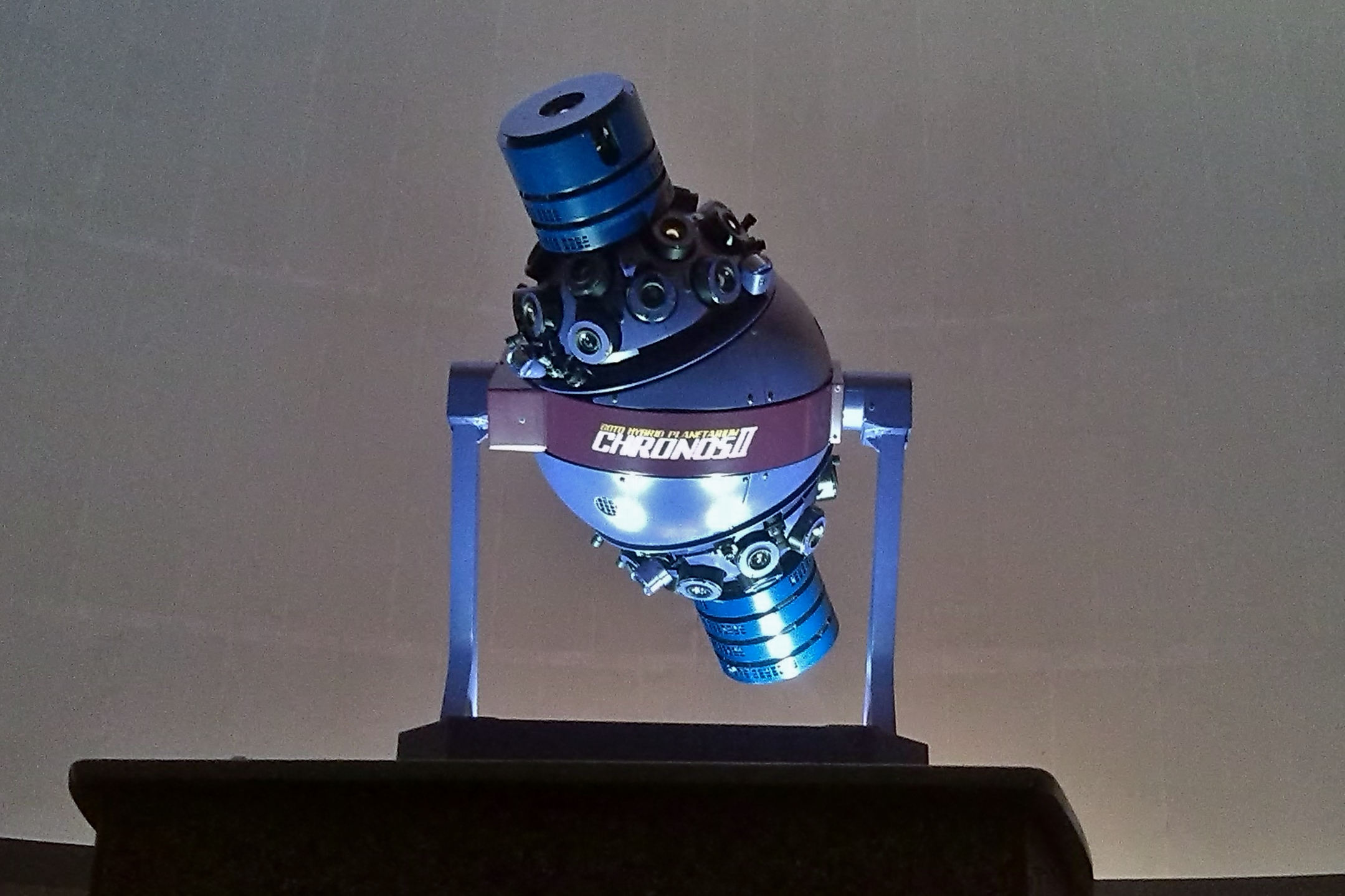
Chronos II Hybrid Projektor im Planetarium Cottbus

Im Planetarium wird der Sternprojektor Chronos II Hybrid der japanischen Firma Goto Inc. (Seriennummer 18) mit Video-Fulldome-Projektion der französischen Firma RSACosmos genutzt. Die amerikanische Firma Astro-Tec Manufacturing liefert die Zwölf-Meter-Kuppel.:83
Der Sternprojektor projiziert rund 8.500 Sterne bis zur sechsten Helligkeitsklasse in hoher Qualität und damit alle in einer absolut klaren Nacht weltweit mit bloßem Auge sichtbaren Sterne. Für die farbgetreue Darstellung der 21 hellsten Sterne gibt es eigene Projektoren in dem System. Ferner werden abgebildet Mond, Sonne und Planeten sowie 36 besondere Himmelsobjekte wie Gasnebel und Galaxien, die in klaren Nächten zu sehen sind. Der High-Tech-Projektor ist 380 kg schwer und kann in vier Achsen so gesteuert werden, dass der Himmel zu jeder Zeit und an jedem Ort auf der Erde dargestellt werden kann. Die Full-Dome-Projektion mit der Software „SkyExplorer“ ermöglicht zudem Flüge durch das Sonnensystem, wobei auch die Erde aus dem Weltall betrachtet werden kann.
Außerdem gibt es bereits seit dem Sommer 2015 eine Entwicklungs- und Testkuppel der Firma RSACosmos mit 1,50 Meter Durchmesser. Das Entwicklungssystem besteht aus der eigentlichen Projektionskuppel, einem einfachen 360-Grad-Videosystem sowie einer Rendering-Engine (Bildgenerator), die die Daten vom Hauptsystem bekommt und für die Kuppel berechnet. Damit können Programme zielgruppengerecht parallel zu Veranstaltungen mit deutlich geringeren Betriebskosten entwickelt werden.
Die existierenden Instrumente der Sternwarte Solingen wurden in das Galileum Solingen übernommen. Dabei handelt es sich um ein Schmidt-Cassegrain Spiegelteleskop Celestron C14 EHD (356/3910 mm) und einen Takahashi Refraktor (102/820 mm) auf einer GM3000 HPS-Montierung der Fa. 10Micron sowie ein H-Alpha-System zur Sonnenbeobachtung. Darüber hinaus gibt es ein LX200 Teleskop der Fa. Meade (25 cm, f/10) mit Computer-Steuerung sowie zahlreiche kleinere Geräte für verschiedene Einsatzbereiche.